# Sirenas de Segovia
Las Sirenas de Segovia son dos esculturas ubicadas en la plaza de Medina del Campo de la ciudad de Segovia, en la comunidad autónoma de Castilla y León.
Son obra del escultor Francisco Bellver en 1852, y se encuentran situadas flanqueando la estatua de Juan Bravo. A pesar de que el autor quiso representar a dos sirenas, guardan más similitudes con esfinges que con los seres mitológicos marinos.

## Ubicación y descripción
En el 1850 el ayuntamiento de la ciudad encargó al escultor Francisco Bellver dos esculturas de sirenas, dos farolas y una fuente, firmando el contrato un año después. En él se obliga a realizar dos sirenas para la escalinata de la fuente nueva, cuesta de San Martín con un coste de 11.000 reales. El escultor, tras incumplir los plazos de entrega, remitió las piezas en 1852, año en que se colocaron en su ubicación.
A pesar de que su calidad de sirenas está perfectamente documentada, las imágenes se asemejan mucho más a esfinges que a estas. En la Antigua Grecia las sirenas eran representadas con cabeza y pechos de mujer, alas de pájaro y cuerpo y pies de león; en este caso, a excepción de las alas, cumplen con el canon de aquellas sirenas.
Se encuentran situadas como remate de la escalinata de la plaza de Medina del Campo, que da acceso a la plaza de San Martín, y flanquean la escultura que Aniceto Marinas dedicó al comunero Juan Bravo. La plaza recibe popularmente los nombres de plaza de Juan Bravo o plaza de las Sirenas, aunque su denominación oficial es la de Medina del Campo.

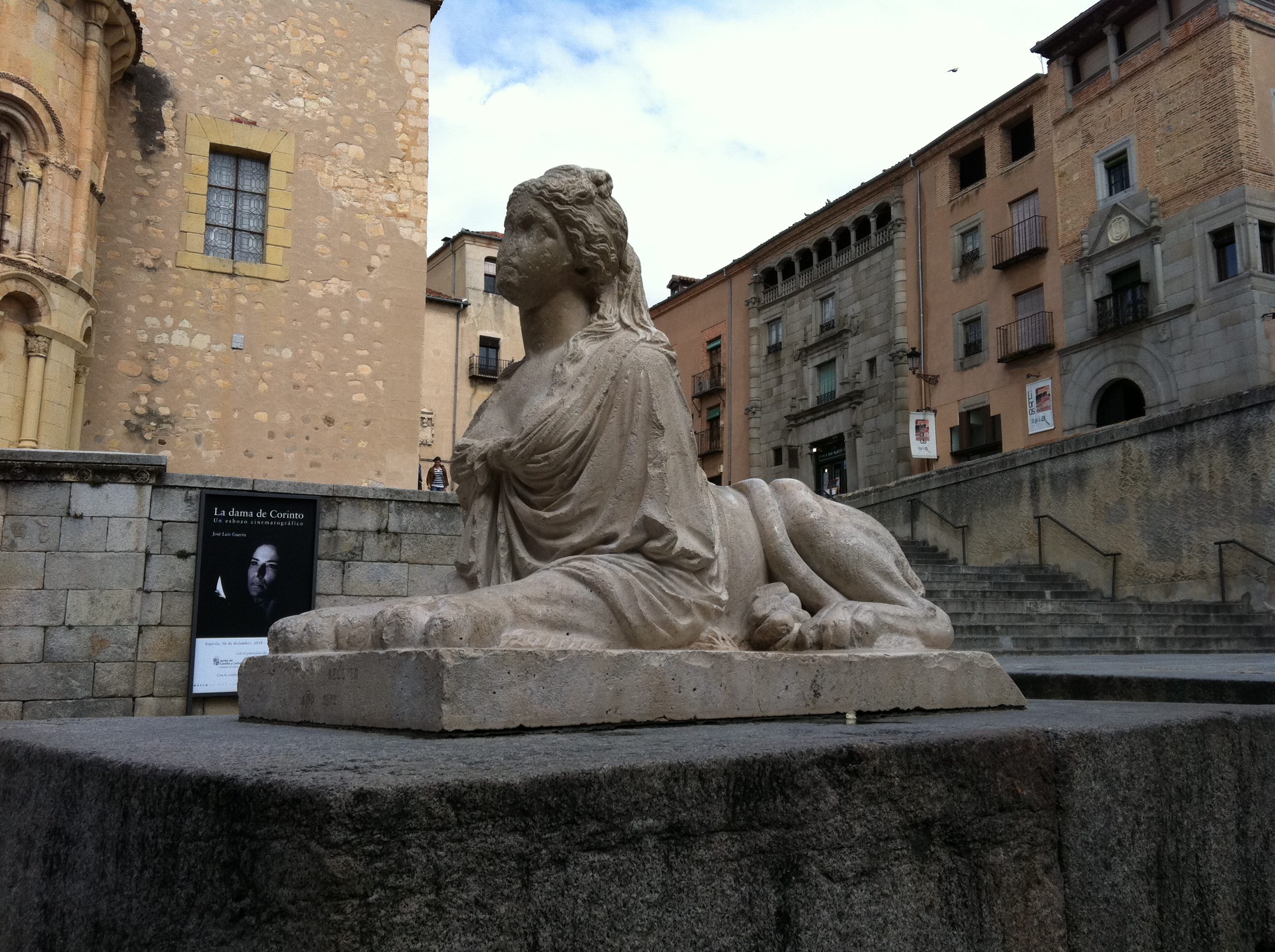
Sirena de la izquierda.
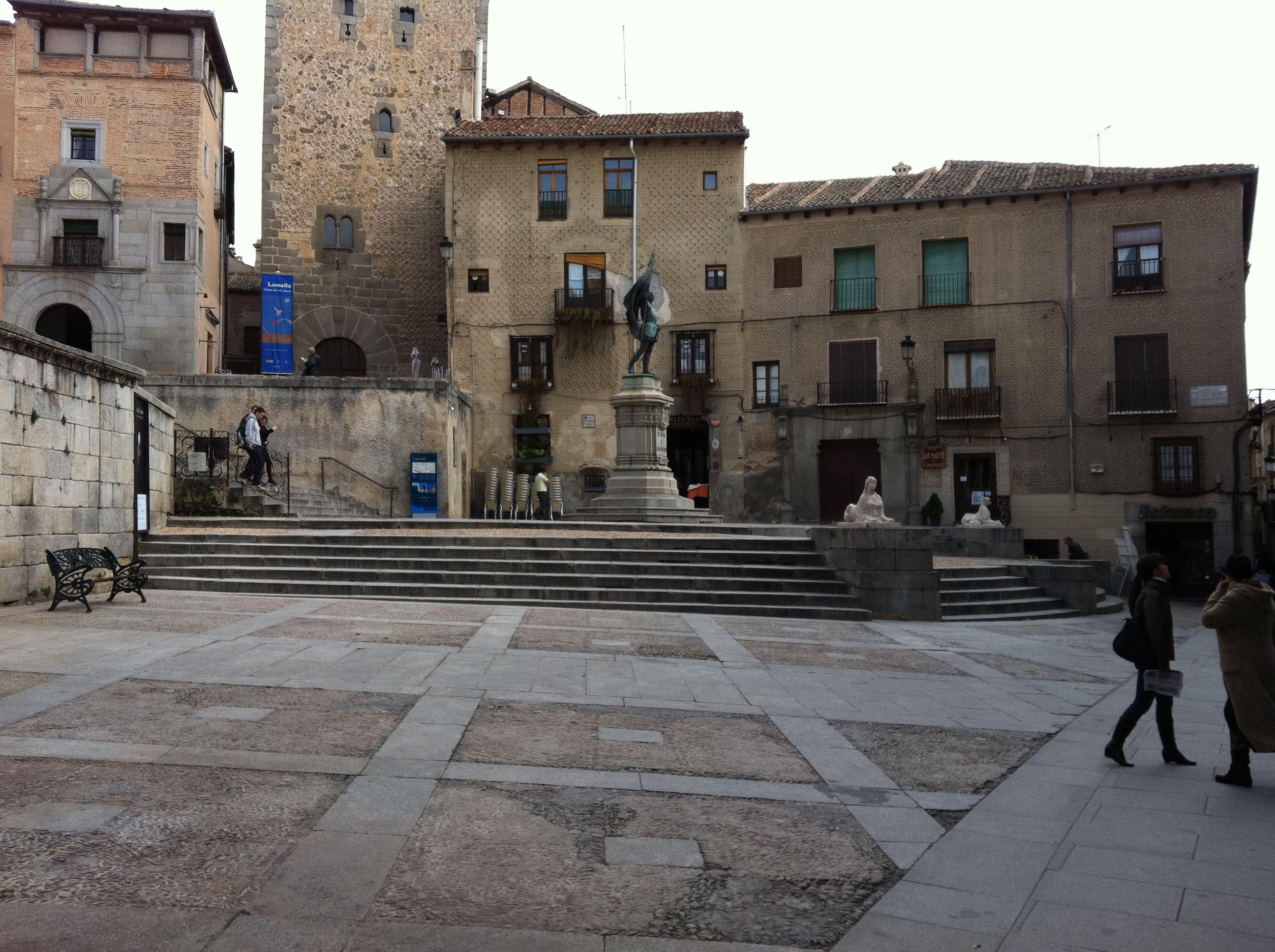
Plaza de las Sirenas.
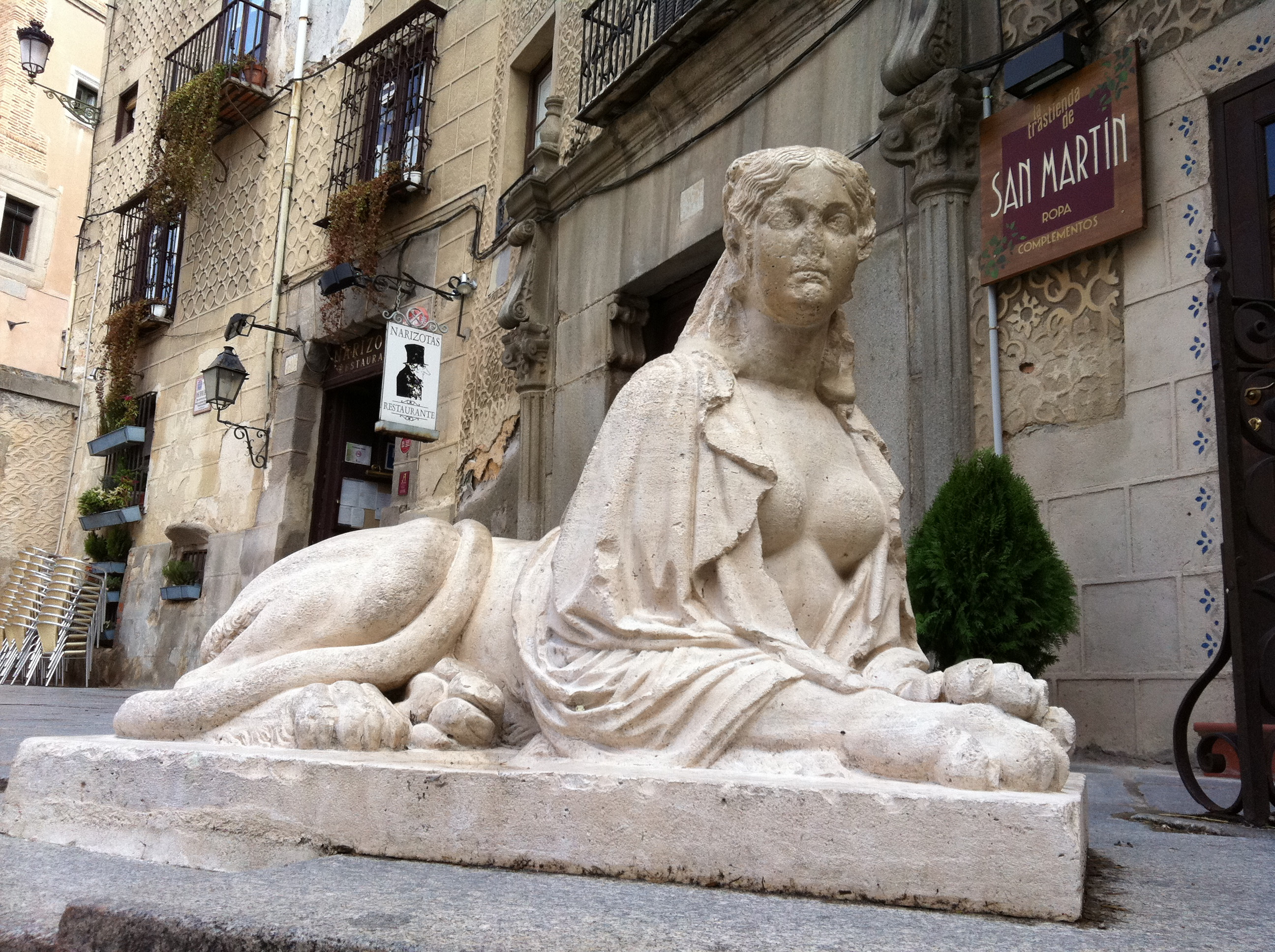
Sirena de la derecha.